# Tere Morató
Teresa “Tere” Morató Armengol (nacida el 28 de marzo de 1998) es una futbolista profesional andorrana que juega como delantera en el Alavés de Primera Federación Femenina y a la selección femenina de Andorra.

## Carrera de club
Morató empezó su carrera profesional a la ENFAF Crédit Andorrà, el único club femenino de Andorra, que compite al sistema de ligas español. La temporada 2015-16 marcó 61 goles en 24 partidos, siete con diferencia la máxima goleadora de la Primera División Femenina Catalana (cuarto nivel español). Todo y su excelente actuación personal, el equipo acabó 12.º de la clasificación.
Las impresionantes actuaciones de Morató con la ENFAF hicieron que el FC Barcelona la fichara por su filial el verano del 2016.
El julio del 2020, Morató fichó por el Rayo Vallecano y se convirtió en la primera jugadora andorrana a incorporarse a la Primera División Femenina de España española.

## Carrera internacional
El 18 de septiembre de 2022, marcó su primer gol, acompañado de su primero hat-trick contra Liechtenstein en un partido amistoso. Actualmente, es la máxima goleadora de su selección, con 9 goles en 21 partidos.

## Goles internacionales
| N.º | Fecha                    | Lugar                                        | Oponente       | Puntuación | Resultado | Competición                       |
| --- | ------------------------ | -------------------------------------------- | -------------- | ---------- | --------- | --------------------------------- |
| 1.  | 18 de septiembre de 2021 | Sportanlage Blumenau, Triesen, Liechtenstein | Liechtenstein  | 0-1        | 2-4       | Amistoso                          |
| 2.  | 18 de septiembre de 2021 | Sportanlage Blumenau, Triesen, Liechtenstein | Liechtenstein  | 0-2        | 2-4       | Amistoso                          |
| 3.  | 18 de septiembre de 2021 | Sportanlage Blumenau, Triesen, Liechtenstein | Liechtenstein  | 0-3        | 2-4       | Amistoso                          |
| 4.  | 16 de febrero de 2022    | Estadio Nacional, Andorra la Vieja, Andorra  | Gibraltar      | 0-1        | 1-4       | Amistoso                          |
| 5.  | 16 de febrero de 2022    | Estadio Nacional, Andorra la Vieja, Andorra  | Gibraltar      | 0-2        | 1-4       | Amistoso                          |
| 6.  | 13 de junio de 2023      | Estadi Municipal De Palamós, Gerona, España  | Arabia Saudita | 1-3        | 1-3       | Amistoso                          |
| 7.  | 17 de junio de 2023      | Estadi Municipal De Palamós, Gerona, España  | Arabia Saudita | 0-1        | 0-3       | Amistoso                          |
| 8.  | 17 de junio de 2023      | Estadi Municipal De Palamós, Gerona, España  | Arabia Saudita | 0-2        | 0-3       | Amistoso                          |
| 9.  | 5 de abril de 2024       | Stadion Pod Goricom, Podgorica, Montenegro   | Montenegro     | 2-1        | 6-1       | UEFA Women's Euro 2025 qualifying |